# Кандидат (Остаться в живых)
Кандидат (англ. The Candidate) — четырнадцатая серия шестого сезона и сто семнадцатая в общем счёте телесериала «Остаться в живых». Центральными персонажами серии стали Джек и Локк. Премьера в США состоялась 4 мая 2010 года на канале ABC. Это первая серия за весь сериал, где погибают сразу три главных персонажа: Джин, Сун и Саид.

## Сюжет

### Альтернативная реальность
После того как Локка сбил Десмонд на машине в серии «Everybody Loves Hugo», Джек делает ему операцию. После операции Джек говорит Локку, что обнаружил, что Джон может быть кандидатом на проведение хирургического лечения по новым технологиям для излечения уже существующего паралича Локка. К удивлению Джека, Локк отказывается, и после в палату входит Хелен (невеста Локка) и благодарит Джека за то, что он сделал. После, в течение серии, Джек пытается узнать, как Локк стал инвалидом. Он посещает доктора Бернарда Нэдлера, отца Локка Энтони Купера, больного странной болезнью, и после вновь приходит к Джону и вновь спрашивает его, как он стал инвалидом. Джон объясняет, что несчастный случай, который парализовал его и превратил его отца в овощ, был авиакатастрофой. Он рассказывает, что когда только получил лицензию пилота, захотел, чтобы в свой первый полёт с ним рядом был отец. Хотя тот и боялся летать, Джон убедил его, что ему можно доверять. Джек убеждает его, что его отца нет, хотя он жив, но Джон противоречит ему. После Джек опять просит сделать ему операцию, но тот отказывается.

### 2007 год
На острове выживших сажают в клетку, но появляются Джек, Саид и Дымовой монстр. Они освобождают их. После, придя к самолёту, они видят Человека в чёрном, который нашёл в самолёте 316 взрывчатку C-4 и теперь хочет уехать с острова на подводной лодке. На подходе к ней начинается перестрелка с людьми Уидмора, и Кейт ранят. В суматохе Джек толкает Человека в чёрном в воду, и выжившие залезают в лодку и отплывают без Клэр, которая не успела добежать. Она остаётся с Локком. На подлодке Джек говорит Джину, чтобы он достал из его рюкзака рубашку: надо остановить кровотечение у Кейт. Джин берёт рюкзак и обнаруживает там взрывчатку C-4, ту самую, которую Локк нашёл в самолёте. Джек объясняет, что Локк подкинул её им, потому что, когда он убьёт всех кандидатов, он покинет Остров, но он не может сам их убить, и поэтому бомба не взорвётся, если её не трогать. Сойер не верит Джеку и выдёргивает провод, после чего счёт ускоряется. Саид говорит Джеку, где находится Десмонд, а позже берёт бомбу, бежит по коридору и взрывается, жертвуя собой ради остальных. Лодка затапливается. Сун придавливает обломком стены, Джин, Джек и Сойер пытаются вытащить её, Хёрли уносит Кейт. В это время Фрэнк, находясь в отсеке управления, идёт к остальным, но вода вышибает дверь и вырубает Фрэнка. Отсек затапливает. На Сойера, пока он с остальными вытаскивал Сун, падает железная палка, и он теряет сознание. Джин говорит, чтобы они уходили. Сун просит Джина оставить её и уйти, но он не соглашается, пытаясь вытащить её до последнего. Вскоре они погибают и в последний момент держатся за руки. Лодка идёт на дно.
Джек вытаскивает бессознательного Сойера на берег, Хёрли — раненую Кейт. Хьюго, Кейт и Джек плачут, ведь погибли трое их друзей, Сойер не приходит в себя, но дышит. Тем временем Локк всё ещё на пристани. Он говорит Клэр, что подлодка утонула, и та в шоке, что они все мертвы. Локк говорит, что не все. Он берёт свой рюкзак и ружьё, а когда Клэр спрашивает, куда он идёт, он отвечает: «Чтобы закончить начатое».